# Площадь Тукая (станция метро)
«Пло́щадь Тука́я» (тат. Тукай мәйданы) — станция Казанского метрополитена, расположена между станциями «Кремлёвская» и «Суконная слобода».
Станция открыта 27 августа 2005 года в составе первого пускового участка Казанского метрополитена «Горки» — «Кремлёвская».

## Описание
«Площадь Тукая» — колонная (12 колонн), двухпролётная станция мелкого заложения, с одной островной платформой.
Подземная галерея от северного вестибюля станции ведёт в подземный переход под площадью Тукая, из неё также есть входы в подземный этаж торгово-развлекательного комплекса «Кольцо».
Южный вестибюль был открыт лишь 1 августа 2011 года, он выходит на Петербургскую улицу, а также имеет выход в торговый центр «Бульвар».

## Расположенные у метро объекты
- Улица Баумана (пешеходная часть)
- Сквер Габдуллы Тукая
- Казанский ГУМ

## Оформление
Станция отделана белым и зелёным мрамором.
На стенах помещены 22 мозаичных панно в технике римская мозаика, изображающие героев и темы произведений Габдуллы Тукая и его портретный образ.
Панно выполнены по произведениям казанских художников:
- народного художника ТАССР, РСФСР Баки Урманче — «Новый Кисекбаш»;
- Заслуженного деятеля искусств ТАССР Байназара Альменова — «Шурале»;
- народного художника ТАССР Тавиля Хазиахметова — «Зимний вечер»;
- Заслуженного деятеля искусств Республики Татарстан, Народного художника Республики Татарстан Рушана Шамсутдинова — «Габдулла Тукай», «Родной язык», «Родной аул», «Вечерняя молитва», «Колыбельная», «Молитва матери», «Казань и Закабанье», «Сорванец», «Забавный ученик», «Пара лошадей», «Любовь», «Театр», «Водяная», «Фатима и соловей», «Киска-озорница», «Коза и баран», «Кисонька», «Луна и солнце», «Ласточка».

Техническое воплощение мозаичных панно выполнили мастера прикладного искусства Татарстана, а также мастера из Ташкента под руководством народного художника Узбекистана Озада Хабибуллина.

## Фотографии

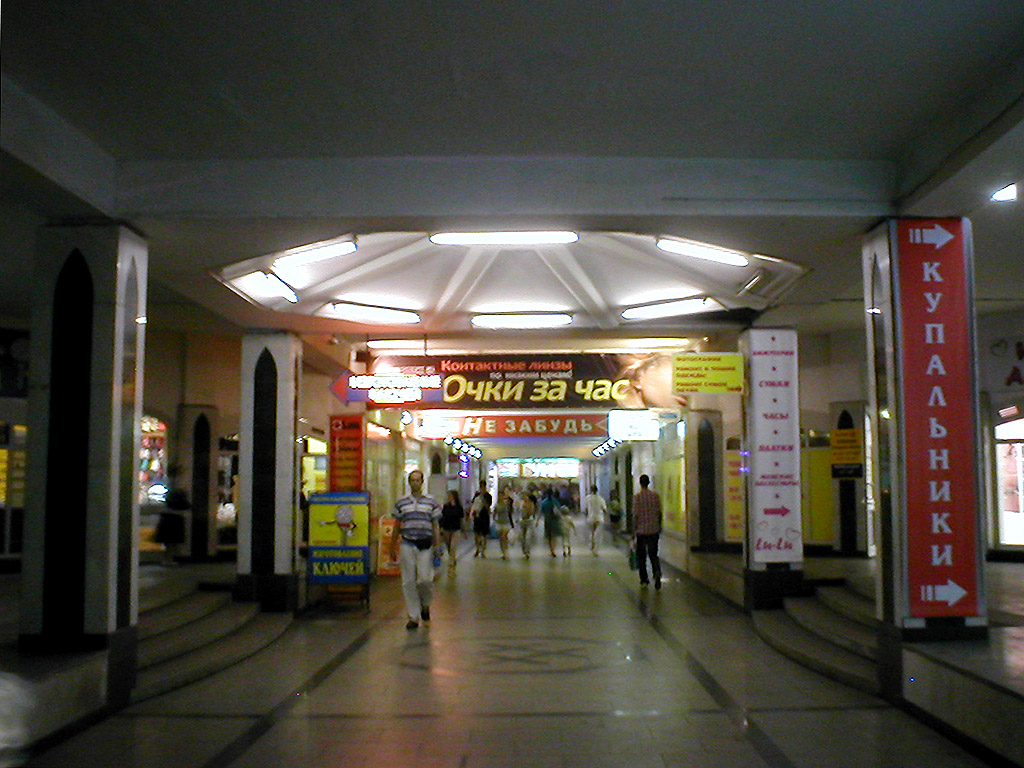
Подземная галерея от станции к подземному переходу под площадью
Художник Рушан Шамсутдинов на фоне панно «Фатима и Соловей»
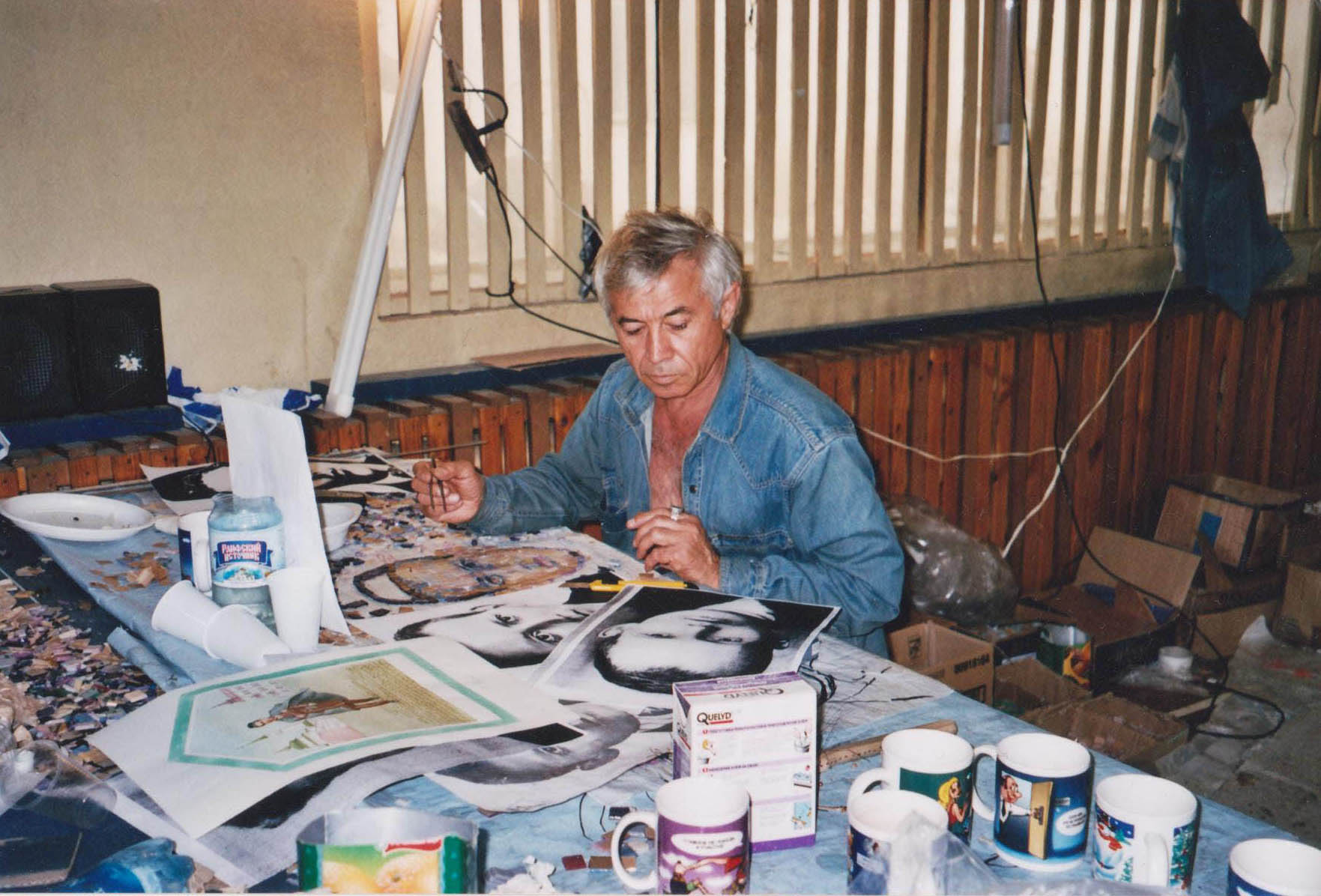
Художник Озад Хабибуллин за работой над панно «Габдулла Тукай»

## Привязка общественного транспорта

### Автобус
| №   | Пересадки                                        | Конечный пункт 1      | Конечный пункт 2           |
| --- | ------------------------------------------------ | --------------------- | -------------------------- |
| 1   |                                                  | Речной порт           | Дербышки                   |
| 2   |                                                  | Аметьево              | Улица Привокзальная        |
| 10  |                                                  | Улица Серова          | кольцевой                  |
| 10а |                                                  | Улица Серова          | Улица академика Губкина    |
| 29  | Кремлёвская Козья слобода Яшьлек Северный вокзал | Строительный институт | Улица Гудованцева          |
| 30  | Горки Проспект Победы                            | Переулок Дуслык       | Лагерная                   |
| 31  |                                                  | ТЦ «МЕГА»             | Посёлок Старое Победилово  |
| 35  | Кремлёвская Козья слобода Яшьлек                 | Улица Гаврилова       | кольцевой                  |
| 35а | Кремлёвская Козья слобода Яшьлек                 | Авторынок             | кольцевой                  |
| 47  | Горки Кремлёвская Козья слобода Яшьлек           | Улица Батыршина       | Деревня Универсиады        |
| 54  |                                                  | Улица Гаврилова       | Речной порт                |
| 63  |                                                  | Улица Габишева        | Посёлок Левченко           |
| 71  |                                                  | Площадь Вахитова      | Самосыровское кладбище     |
| 74  | Горки Кремлёвская                                | 10-й микрорайон       | Дворец водных видов спорта |
| 90  | Горки Проспект Победы Дубравная                  | Площадь Тукая         | Посёлок Куюки              |
| 91  |                                                  | ТЦ «МЕГА»             | Посёлок Старое Победилово  |

### Троллейбус
| №  | Пересадки                              | Конечный пункт 1       | Конечный пункт 2 |
| -- | -------------------------------------- | ---------------------- | ---------------- |
| 2  | Кремлёвская Козья слобода Яшьлек       | Площадь Тукая          | кольцевой        |
| 3  |                                        | Дворец спорта АК Буре  | Речной порт      |
| 5  | Горки Проспект Победы                  | Речной порт            | Улица Глушко     |
| 6  | Суконная слобода                       | Сквер Тукая            | Улица Кулагина   |
| 7  |                                        | Железнодорожный вокзал | Улица Халитова   |
| 8  | Горки                                  | Деревня Универсиады    | Площадь Свободы  |
| 12 | Суконная слобода Горки Проспект Победы | Сквер Тукая            | Улица Глушко     |